# Чемпіонат світу з футболу 1950 (склади команд)
Нижче наведені склади команд для фінального турніру чемпіонату світу з футболу 1950 в Бразилії. 
Це був перший чемпіонат світу, де номери фігурували на спинах футболістів (дозволено у футболі з 1944 року), хоча жодна команда не мала фіксованих номерів для кожного гравця. Це буде обов'язковим тільки з наступного чемпіонату світу, в 1954 році. Таким чином, гравці упорядковані за абеткою.
Єдиним гравцем, який представляв іноземний клуб на турнірі, був чилієць Джордж Робледо з англійського Ньюкасл Юнайтед.

## Група 1

### Бразилія
Головний тренер:Флавіо Коста
| № | Поз. | Гравець       | Дата народження (вік)            | Матчів | Клуб           |
| - | ---- | ------------- | -------------------------------- | ------ | -------------- |
| - | НП   | Аданзіньйо    | 2 квітня 1923 (вік 27 років)     |        | Інтернасьйонал |
| - | НП   | Адемір        | 8 листопада 1922 (вік 27 років)  |        | Васко да Гама  |
| - | НП   | Алфредо       | 1 січня 1920 (вік 30 років)      |        | Васко да Гама  |
| - | ЗХ   | Аугусто       | 22 жовтня 1920 (вік 29 років)    |        | Васко да Гама  |
| - | НП   | Балтазар      | 14 січня 1926 (вік 24 роки)      |        | Корінтіанс     |
| - | ВР   | Барбоза       | 27 березня 1921 (вік 29 років)   |        | Васко да Гама  |
| - | ПЗ   | Бауер         | 21 листопада 1925 (вік 24 роки)  |        | Сан-Паулу      |
| - | ПЗ   | Бігоде        | 4 квітня 1922 (вік 28 років)     |        | Фламенгу       |
| - | ПЗ   | Данило        | 3 грудня 1920 (вік 29 років)     |        | Васко да Гама  |
| - | ПЗ   | Елі           | 14 травня 1921 (вік 29 років)    |        | Васко да Гама  |
| - | НП   | Жаїр          | 21 березня 1921 (вік 29 років)   |        | Палмейрас      |
| - | ЗХ   | Жувенал       | 27 листопада 1923 (вік 26 років) |        | Фламенгу       |
| - | НП   | Зізінью       | 14 вересня 1922 (вік 27 років)   |        | Бангу          |
| - | ВР   | Кастільйо     | 27 листопада 1927 (вік 22 роки)  |        | Флуміненсе     |
| - | НП   | Манека        | 28 січня 1926 (вік 24 роки)      |        | Васко да Гама  |
| - | ЗХ   | Нена          | 27 березня 1921 (вік 29 років)   |        | Інтернасьйонал |
| - | ЗХ   | Нілтон Сантус | 16 травня 1925 (вік 25 років)    |        | Ботафого       |
| - | ПЗ   | Норонья       | 25 вересня 1918 (вік 31 рік)     |        | Сан-Паулу      |
| - | НП   | Родрігез      | 27 червня 1925 (вік 24 роки)     |        | Флуміненсе     |
| - | ПЗ   | Руй           | 2 серпня 1922 (вік 27 років)     |        | Сан-Паулу      |
| - | НП   | Фріаса        | 20 жовтня 1924 (вік 25 років)    |        | Сан-Паулу      |
| - | НП   | Шико          | 7 січня 1922 (вік 28 років)      |        | Васко да Гама  |

### Швейцарія
Головний тренер: Франко Андреолі
| № | Поз. | Гравець               | Дата народження (вік)           | Матчів | Клуб                |
| - | ---- | --------------------- | ------------------------------- | ------ | ------------------- |
| - | НП   | Шарль Антенен         | 3 листопада 1929 (вік 20 років) |        | Ла Шо-де-Фон        |
| - | НП   | Рене Бадер            | 7 серпня 1922 (вік 27 років)    |        | Базель              |
| - | НП   | Вальтер Берлі         | 23 липня 1928 (вік 21 рік)      |        | Янг Бойз            |
| - | НП   | Альфред Біккель       | 2 травня 1918 (вік 32 роки)     |        | Грассгоппер         |
| - | ЗХ   | Роже Боке             | 9 квітня 1921 (вік 29 років)    |        | Лозанна             |
| - | ЗХ   | Рудольф Гигер         | 16 квітня 1920 (вік 30 років)   |        | Кантональ Невшатель |
| - | ВР   | Адольф Гуг            | 23 вересня 1923 (вік 26 років)  |        | Уранія Женева Спорт |
| - | ПЗ   | Олівер Еггіманн       | 6 серпня 1921 (вік 28 років)    |        | Серветт             |
| - | НП   | Ганс Зігенталер       | 5 лютого 1923 (вік 27 років)    |        | Янг Фелловз Ювентус |
| - | ЗХ   | Віллі Кернен          | 6 серпня 1929 (вік 20 років)    |        | Ла Шо-де-Фон        |
| - | ПЗ   | Роже Кінш             | 22 липня 1922 (вік 27 років)    |        | Янг Бойз            |
| - | ВР   | Ежен Корроді          | 2 липня 1922 (вік 27 років)     |        | Лугано              |
| - | НП   | Герхард Лузенті       | 24 квітня 1921 (вік 29 років)   |        | Беллінцона          |
| - | ЗХ   | Андре Нері            | 3 вересня 1921 (вік 28 років)   |        | Локарно             |
| - | ЗХ   | Курт Рей              | 10 грудня 1923 (вік 26 років)   |        | Янг Фелловз Ювентус |
| - | НП   | Жан Таміні            | 9 грудня 1919 (вік 30 років)    |        | Серветт             |
| - | НП   | Жак Фаттон            | 19 грудня 1925 (вік 24 роки)    |        | Серветт             |
| - | НП   | Ганс-Петер Фрідлендер | 6 листопада 1920 (вік 29 років) |        | Лозанна             |
| - | НП   | Вальтер Шнайтер       | 2 липня 1923 (вік 26 років)     |        | Цюрих               |
| - | ЗХ   | Віллі Штеффен         | 24 травня 1923 (вік 27 років)   |        | Кантональ Невшатель |
| - | ВР   | Жорж Штубер           | 11 травня 1925 (вік 25 років)   |        | Лозанна             |

### Югославія
Головний тренер: Милорад Арсеньєвич
| № | Поз. | Гравець                | Дата народження (вік)         | Матчів | Клуб            |
| - | ---- | ---------------------- | ----------------------------- | ------ | --------------- |
| - | ПЗ   | Александар Атанацкович | 29 квітня 1920 (вік 30 років) |        | Партизан        |
| - | ВР   | Владимир Беара         | 2 листопада 1928 (вік 21 рік) |        | Хайдук (Спліт)  |
| - | НП   | Степан Бобек           | 3 грудня 1923 (вік 26 років)  |        | Партизан        |
| - | ЗХ   | Божо Брокета           | 24 грудня 1921 (вік 28 років) |        | Хайдук (Спліт)  |
| - | НП   | Бернард Вукас          | 1 травня 1927 (вік 23 роки)   |        | Хайдук (Спліт)  |
| - | ПЗ   | Предраг Джаїч          | 1 травня 1922 (вік 28 років)  |        | Црвена Звезда   |
| - | ЗХ   | Синиша Златкович       | 16 квітня 1924 (вік 26 років) |        | Наша Крила      |
| - | ЗХ   | Миодраг Йованович      | 17 січня 1922 (вік 28 років)  |        | Партизан        |
| - | ПЗ   | Ервін Катнич           | 2 вересня 1921 (вік 28 років) |        | Хайдук (Спліт)  |
| - | НП   | Райко Митич            | 6 вересня 1922 (вік 27 років) |        | Црвена Звезда   |
| - | НП   | Првослав Михайлович    | 13 квітня 1921 (вік 29 років) |        | Партизан        |
| - | ВР   | Срджан Мркушич         | 26 червня 1915 (вік 34 роки)  |        | Црвена Звезда   |
| - | НП   | Тихомир Огнянов        | 2 березня 1927 (вік 23 роки)  |        | Црвена Звезда   |
| - | ПЗ   | Бела Палфі             | 16 лютого 1923 (вік 27 років) |        | Црвена Звезда   |
| - | ПЗ   | Іво Радовникович       | 9 лютого 1918 (вік 32 роки)   |        | Хайдук (Спліт)  |
| - | ЗХ   | Бранко Станкович       | 31 жовтня 1921 (вік 28 років) |        | Црвена Звезда   |
| - | НП   | Коста Томашевич        | 26 травня 1924 (вік 26 років) |        | Црвена Звезда   |
| - | ЗХ   | Владимир Фирм          | 5 червня 1923 (вік 27 років)  |        | Партизан        |
| - | ЗХ   | Івиця Хорват           | 16 липня 1926 (вік 23 роки)   |        | Динамо (Загреб) |
| - | НП   | Желько Чайковський     | 5 травня 1925 (вік 25 років)  |        | Динамо (Загреб) |
| - | ПЗ   | Златко Чайковський     | 24 січня 1923 (вік 27 років)  |        | Партизан        |
| - | ЗХ   | Ратко Чолич            | 17 березня 1918 (вік 32 роки) |        | Партизан        |

### Мексика
Головний тренер: Октавіо Віаль
| № | Поз. | Гравець             | Дата народження (вік)          | Матчів | Клуб                 |
| - | ---- | ------------------- | ------------------------------ | ------ | -------------------- |
| - | НП   | Хосе Борболья       | 31 січня 1920 (вік 30 років)   |        | Америка              |
| - | НП   | Хосе Веласкес       | 12 серпня 1923 (вік 26 років)  |        | Веракрус             |
| - | ПЗ   | Карлос Гевара       | 3 квітня 1930 (вік 20 років)   |        | Астуріас             |
| - | ЗХ   | Грегоріо Гомес      | 26 червня 1924 (вік 25 років)  |        | Гвадалахара          |
| - | ЗХ   | Мануель Гутьєррес   | 8 квітня 1920 (вік 30 років)   |        | Америка              |
| - | ПЗ   | Франсіско Ернандес  | 18 січня 1924 (вік 26 років)   |        | Астуріас             |
| - | ЗХ   | Феліпе Зеттер       | 3 липня 1923 (вік 26 років)    |        | Атлас (Гвадалахара)  |
| - | ВР   | Антоніо Карбахаль   | 7 червня 1929 (вік 21 рік)     |        | Реал Еспанья         |
| - | НП   | Орасіо Касарін      | 25 травня 1918 (вік 32 роки)   |        | Реал Еспанья         |
| - | ВР   | Рауль Кордоба       | 13 березня 1924 (вік 26 років) |        | Сан-Себастьян (Леон) |
| - | ПЗ   | Самуель Кубуру      | 20 лютого 1928 (вік 22 роки)   |        | Пуебла               |
| - | ЗХ   | Альфонсо Монтемайор | 28 квітня 1922 (вік 28 років)  |        | Леон                 |
| - | НП   | Леонардо Наварро    |                                |        | Атланте              |
| - | НП   | Хосе Наранхо        | 19 березня 1926 (вік 24 роки)  |        | Оро                  |
| - | ПЗ   | Ектор Ортіс         | 20 грудня 1928 (вік 21 рік)    |        | Марте                |
| - | ПЗ   | Маріо Перес         | 19 лютого 1927 (вік 23 роки)   |        | Марте                |
| - | НП   | Макс Прієто         | 28 березня 1919 (вік 31 рік)   |        | Гвадалахара          |
| - | ЗХ   | Хосе Рока           | 24 травня 1928 (вік 22 роки)   |        | Некакса              |
| - | ЗХ   | Родріго Руїс        | 14 квітня 1923 (вік 27 років)  |        | Гвадалахара          |
| - | НП   | Карлос Септьєн      | 18 січня 1923 (вік 27 років)   |        | Реал Еспанья         |
| - | ПЗ   | Антоніо Флорес      | 13 липня 1923 (вік 26 років)   |        | Атлас (Гвадалахара)  |
| - | ПЗ   | Маріо Очоа          | 7 листопада 1927 (вік 22 роки) |        | Америка              |

## Група 2

### Іспанія
Головний тренер: Гільєрмо Ейсагірре
| № | Поз. | Гравець           | Дата народження (вік)           | Матчів | Клуб                   |
| - | ---- | ----------------- | ------------------------------- | ------ | ---------------------- |
| - | ВР   | Хуан Акунья       | 11 січня 1923 (вік 27 років)    |        | Депортіво (Ла-Корунья) |
| - | ЗХ   | Габріель Алонсо   | 9 листопада 1923 (вік 26 років) |        | Сельта                 |
| - | ЗХ   | Франсиско Антунес | 1 листопада 1922 (вік 27 років) |        | Севілья                |
| - | ЗХ   | Вісенте Асенсі    | 28 січня 1919 (вік 31 рік)      |        | Валенсія               |
| - | НП   | Естаніслао Басора | 18 листопада 1926 (вік 23 роки) |        | Барселона              |
| - | НП   | Августин Гаїнса   | 28 травня 1922 (вік 28 років)   |        | Атлетік (Більбао)      |
| - | ПЗ   | Нандо Гонсалес    | 1 лютого 1921 (вік 29 років)    |        | Атлетік (Більбао)      |
| - | ПЗ   | Маріано Гонсальво | 22 березня 1922 (вік 28 років)  |        | Барселона              |
| - | ЗХ   | Хосеп Гонсальво   | 16 січня 1920 (вік 30 років)    |        | Барселона              |
| - | ВР   | Ігнасіо Ейсагірре | 7 листопада 1920 (вік 29 років) |        | Валенсія               |
| - | НП   | Росендо Ернандес  | 1 березня 1921 (вік 29 років)   |        | Еспаньйол              |
| - | НП   | Сільвестре Ігоа   | 5 вересня 1920 (вік 29 років)   |        | Валенсія               |
| - | ЗХ   | Рафаель Лесмес    | 9 листопада 1926 (вік 23 роки)  |        | Реал Вальядолід        |
| - | ПЗ   | Луїс Моловни      | 12 травня 1925 (вік 25 років)   |        | Реал Мадрид            |
| - | ПЗ   | Хосе Луїс Панісо  | 12 січня 1922 (вік 28 років)    |        | Атлетік (Більбао)      |
| - | ЗХ   | Хосе Парра        | 28 серпня 1925 (вік 24 роки)    |        | Еспаньйол              |
| - | ПЗ   | Антоніо Пучадес   | 4 червня 1925 (вік 25 років)    |        | Валенсія               |
| - | ВР   | Антоні Рамальєтс  | 4 червня 1924 (вік 26 років)    |        | Барселона              |
| - | НП   | Тельмо Сарра      | 20 січня 1921 (вік 29 років)    |        | Атлетік (Більбао)      |
| - | НП   | Сезар             | 29 червня 1920 (вік 29 років)   |        | Барселона              |
| - | ПЗ   | Альфонсо Сільва   | 19 березня 1926 (вік 24 роки)   |        | Атлетіко (Мадрид)      |
| - | НП   | Хосеп Хункоса     | 2 лютого 1922 (вік 28 років)    |        | Атлетіко (Мадрид)      |

### Англія
Головний тренер: Волтер Вінтерботтом
| № | Поз. | Гравець         | Дата народження (вік)          | Матчів | Клуб                    |
| - | ---- | --------------- | ------------------------------ | ------ | ----------------------- |
| - | ЗХ   | Джон Астон      | 2 вересня 1921 (вік 28 років)  |        | Манчестер Юнайтед       |
| - | ПЗ   | Едді Бейлі      | 6 серпня 1925 (вік 24 роки)    |        | Тоттенгем Готспур       |
| - | НП   | Рой Бентлі      | 17 травня 1924 (вік 26 років)  |        | Челсі                   |
| - | ВР   | Берт Вільямс    | 31 січня 1920 (вік 30 років)   |        | Вулвергемптон Вондерерз |
| - | ПЗ   | Віллі Вотсон    | 7 березня 1920 (вік 30 років)  |        | Сандерленд              |
| - | ПЗ   | Лорі Г'юз       | 2 березня 1924 (вік 26 років)  |        | Ліверпуль               |
| - | ПЗ   | Джиммі Дікінсон | 24 квітня 1925 (вік 25 років)  |        | Портсмут                |
| - | ВР   | Тед Дітчберн    | 24 жовтня 1921 (вік 28 років)  |        | Тоттенгем Готспур       |
| - | ЗХ   | Білл Екерслі    | 16 липня 1925 (вік 24 роки)    |        | Блекберн Роверз         |
| - | ПЗ   | Генрі Кокберн   | 14 вересня 1921 (вік 28 років) |        | Манчестер Юнайтед       |
| - | НП   | Джиммі Маллен   | 6 січня 1923 (вік 27 років)    |        | Вулвергемптон Вондерерз |
| - | НП   | Вілф Менніон    | 16 травня 1918 (вік 32 роки)   |        | Мідлсбро                |
| - | НП   | Стенлі Метьюз   | 1 лютого 1915 (вік 35 років)   |        | Блекпул                 |
| - | НП   | Джекі Мілберн   | 11 травня 1924 (вік 26 років)  |        | Ньюкасл Юнайтед         |
| - | НП   | Стен Мортенсен  | 26 травня 1921 (вік 29 років)  |        | Блекпул                 |
| - | ПЗ   | Білл Ніколсон   | 26 січня 1919 (вік 31 рік)     |        | Тоттенгем Готспур       |
| - | ЗХ   | Біллі Райт      | 6 лютого 1924 (вік 26 років)   |        | Вулвергемптон Вондерерз |
| - | ЗХ   | Альф Ремзі      | 22 січня 1920 (вік 30 років)   |        | Тоттенгем Готспур       |
| - | ЗХ   | Лорі Скотт      | 23 квітня 1917 (вік 33 роки)   |        | Арсенал (Лондон)        |
| - | ЗХ   | Джим Тейлор     | 5 листопада 1917 (вік 32 роки) |        | Фулгем                  |
| - | НП   | Том Фінні       | 5 квітня 1922 (вік 28 років)   |        | Престон Норт-Енд        |

### Чилі
Головний тренер: Альберто Буччікарді
| № | Поз. | Гравець           | Дата народження (вік)            | Матчів | Клуб                 |
| - | ---- | ----------------- | -------------------------------- | ------ | -------------------- |
| - | ЗХ   | Мануель Альварес  | 23 травня 1928 (вік 22 роки)     |        | Універсідад Католіка |
| - | ПЗ   | Мігель Бускетс    | 15 жовтня 1920 (вік 29 років)    |        | Універсідад де Чилі  |
| - | НП   | Гільєрмо Діас     | 29 грудня 1930 (вік 19 років)    |        | Сантьяго Вондерерз   |
| - | НП   | Карлос Ібаньєс    | 30 листопада 1931 (вік 18 років) |        | Депортес Магальянес  |
| - | НП   | Раймундо Інфанте  | 2 лютого 1928 (вік 22 роки)      |        | Універсідад Католіка |
| - | ПЗ   | Фернандо Кампос   | 9 серпня 1921 (вік 28 років)     |        | Коло-Коло            |
| - | ПЗ   | Ернан Карвальйо   | 19 серпня 1922 (вік 27 років)    |        | Універсідад Католіка |
| - | ВР   | Рене Кітраль      | 22 липня 1920 (вік 29 років)     |        | Сантьяго Вондерерз   |
| - | НП   | Атіліо Кремаскі   | 8 березня 1923 (вік 27 років)    |        | Уніон Еспаньйола     |
| - | ВР   | Серхіо Лівінгстон | 26 березня 1920 (вік 30 років)   |        | Універсідад Католіка |
| - | ЗХ   | Мануель Мачука    | 6 червня 1924 (вік 26 років)     |        | Коло-Коло            |
| - | НП   | Луїс Маянес       | 15 січня 1925 (вік 25 років)     |        | Універсідад де Чилі  |
| - | НП   | Мануель Муньйос   | 28 квітня 1928 (вік 22 роки)     |        | Коло-Коло            |
| - | НП   | Андрес Прієто     | 19 грудня 1928 (вік 21 рік)      |        | Універсідад Католіка |
| - | НП   | Фернандо Рієра    | 27 червня 1920 (вік 29 років)    |        | Універсідад Католіка |
| - | НП   | Хорхе Робледо     | 14 квітня 1926 (вік 24 роки)     |        | Ньюкасл Юнайтед      |
| - | ЗХ   | Фернандо Рольдан  | 15 жовтня 1921 (вік 28 років)    |        | Універсідад Католіка |
| - | ПЗ   | Карлос Рохас      | 2 жовтня 1928 (вік 21 рік)       |        | Уніон Еспаньйола     |
| - | ПЗ   | Освальдо Саес     | 13 серпня 1923 (вік 26 років)    |        | Коло-Коло            |
| - | ЗХ   | Франсіско Уррос   | 14 грудня 1920 (вік 29 років)    |        | Коло-Коло            |
| - | ЗХ   | Артуро Фаріас     | 1 листопада 1927 (вік 22 роки)   |        | Коло-Коло            |
| - | ЗХ   | Мігель Флорес     |                                  |        | Універсідад де Чилі  |

### США
Головний тренер: Вільям Джеффрі
| № | Поз. | Гравець           | Дата народження (вік)            | Матчів | Клуб                    |
| - | ---- | ----------------- | -------------------------------- | ------ | ----------------------- |
| - | ПЗ   | Волтер Бар        | 1 квітня 1927 (вік 23 роки)      |        | Філадельфія Нешнелз     |
| - | ВР   | Френк Боргі       | 9 квітня 1925 (вік 25 років)     |        | Сент-Луїс Сімпкінс-Форд |
| - | НП   | Адам Воланін      | 13 листопада 1919 (вік 30 років) |        | Іглз                    |
| - | НП   | Френк Воллас      | 15 липня 1922 (вік 27 років)     |        | Сент-Луїс Сімпкінс-Форд |
| - | ВР   | Джино Гардассанич | 26 листопада 1922 (вік 27 років) |        | Чикаго Словак           |
| - | НП   | Джо Гатьєнс       | 19 березня 1924 (вік 26 років)   |        | Брукгеттен              |
| - | НП   | Ніколас ДіОріо    | 4 лютого 1921 (вік 29 років)     |        | Піттсбург Гармавілль    |
| - | ЗХ   | Роберт Енніс      | 5 вересня 1928 (вік 21 рік)      |        | Сент-Луїс Сімпкінс-Форд |
| - | ЗХ   | Гаррі Кеог        | 15 листопада 1927 (вік 22 роки)  |        | Сент-Луїс Кутіс         |
| - | ПЗ   | Чарлі Коломбо     | 20 липня 1920 (вік 29 років)     |        | Сент-Луїс Сімпкінс-Форд |
| - | НП   | Роберт Креддок    | 5 вересня 1923 (вік 26 років)    |        | Піттсбург Гармавілль    |
| - | ЗХ   | Джефф Кумбс       | 23 квітня 1919 (вік 31 рік)      |        | Чикаго Вікінгс          |
| - | ЗХ   | Джо Мака          | 28 вересня 1920 (вік 29 років)   |        | Бруклін Іспано          |
| - | ПЗ   | Ед Макілвенні     | 21 жовтня 1924 (вік 25 років)    |        | Філадельфія Нешнелз     |
| - | НП   | Джино Паріані     | 21 лютого 1928 (вік 22 роки)     |        | Сент-Луїс Сімпкінс-Форд |
| - | НП   | Джон Соуза        | 12 липня 1920 (вік 29 років)     |        | Понта-Делгада           |
| - | НП   | Ед Соуза          | 22 вересня 1921 (вік 28 років)   |        | Понта-Делгада           |

## Група 3

### Швеція
Головний тренер:  Джордж Рейнор
| № | Поз. | Гравець             | Дата народження (вік)           | Матчів | Клуб         |
| - | ---- | ------------------- | ------------------------------- | ------ | ------------ |
| - | ПЗ   | Суне Андерссон      | 22 лютого 1921 (вік 29 років)   |        | АІК          |
| - | ПЗ   | Інгвар Герд         | 6 жовтня 1921 (вік 28 років)    |        | Мальме       |
| - | НП   | Егон Єнссон         | 6 грудня 1926 (вік 23 роки)     |        | Мальме       |
| - | НП   | Гассе Єппсон        | 10 травня 1925 (вік 25 років)   |        | Юргорден     |
| - | ВР   | Торстен Ліндберг    | 14 квітня 1917 (вік 33 роки)    |        | Норрчепінг   |
| - | НП   | Брор Мельберг       | 9 грудня 1923 (вік 26 років)    |        | АІК          |
| * | ЗХ   | Арне Монссон        | 11 листопада 1925 (вік 24 роки) |        | Мальме       |
| - | ЗХ   | Ерік Нільссон       | 6 серпня 1916 (вік 33 роки)     |        | Мальме       |
| - | НП   | Стеллан Нільссон    | 28 травня 1922 (вік 28 років)   |        | Мальме       |
| - | ПЗ   | Кнут Нордаль        | 13 січня 1920 (вік 30 років)    |        | Норрчепінг   |
| - | ПЗ   | Уллє Олунд          | 22 серпня 1920 (вік 29 років)   |        | Дегерфорс)   |
| - | НП   | Карл-Ерік Пальмер   | 17 квітня 1929 (вік 21 рік)     |        | Мальме       |
| - | НП   | Інгвар Ридель       | 7 травня 1922 (вік 28 років)    |        | Мальме       |
| - | ЗХ   | Леннарт Самуельссон | 7 липня 1924 (вік 25 років)     |        | Ельфсборг    |
| - | ВР   | Каллє Свенссон      | 11 листопада 1925 (вік 24 роки) |        | Гельсінгборг |
| - | НП   | Курт Свенссон       | 15 квітня 1927 (вік 23 роки)    |        | Гальмія      |
| - | ВР   | Туре Свенссон       | 6 грудня 1927 (вік 22 роки)     |        | Мальме       |
| - | НП   | Леннарт Скоглунд    | 24 грудня 1929 (вік 20 років)   |        | АІК          |
| - | НП   | Стіг Сундквіст      | 19 липня 1922 (вік 27 років)    |        | Норрчепінг   |
| - | НП   | Бер'є Таппер        | 20 травня 1922 (вік 28 років)   |        | Мальме       |
| - | ЗХ   | Гуннар Юганссон     | 29 лютого 1924 (вік 26 років)   |        | ГАІС         |

### Італія
Головний тренер: Ферруччо Ново
| № | Поз. | Гравець              | Дата народження (вік)           | Матчів | Клуб           |
| - | ---- | -------------------- | ------------------------------- | ------ | -------------- |
| - | НП   | Амедео Амадеї        | 26 липня 1921 (вік 28 років)    |        | Інтернаціонале |
| - | ЗХ   | Карло Анновацці      | 24 травня 1925 (вік 25 років)   |        | Мілан          |
| - | ЗХ   | Івано Блазон         | 24 травня 1923 (вік 27 років)   |        | Трієстіна      |
| - | НП   | Джамп'єро Боніперті‎  | 4 липня 1928 (вік 21 рік)       |        | Ювентус        |
| - | ЗХ   | Аттіліо Джованніні   | 30 липня 1924 (вік 25 років)    |        | Інтернаціонале |
| - | ВР   | Джузеппе Казарі      | 10 квітня 1922 (вік 28 років)   |        | Аталанта       |
| - | НП   | Альдо Кампателлі     | 7 квітня 1919 (вік 31 рік)      |        | Інтернаціонале |
| - | НП   | Джино Каппелло       | 2 червня 1920 (вік 30 років)    |        | Болонья        |
| - | НП   | Еміліо Капріле       | 30 вересня 1928 (вік 21 рік)    |        | Аталанта       |
| - | НП   | Ріккардо Карапеллезе | 1 липня 1922 (вік 27 років)     |        | Торіно         |
| - | НП   | Беніто Лоренці       | 20 грудня 1925 (вік 24 роки)    |        | Інтернаціонале |
| - | ПЗ   | Аугусто Мальї        | 9 березня 1923 (вік 27 років)   |        | Фіорентіна     |
| - | ПЗ   | Джакомо Марі         | 17 жовтня 1924 (вік 25 років)   |        | Ювентус        |
| - | ВР   | Джузеппе Моро        | 16 січня 1921 (вік 29 років)    |        | Торіно         |
| - | НП   | Ермес Муччінеллі     | 28 липня 1927 (вік 22 роки)     |        | Ювентус        |
| - | НП   | Еджисто Пандольфіні  | 19 лютого 1926 (вік 24 роки)    |        | Фіорентіна     |
| - | ПЗ   | Карло Парола         | 20 вересня 1921 (вік 28 років)  |        | Ювентус        |
| - | ПЗ   | Леандро Ремондіні    | 17 листопада 1917 (вік 32 роки) |        | Лаціо          |
| - | ВР   | Лучидіо Сентіменті   | 1 липня 1920 (вік 29 років)     |        | Лаціо          |
| - | ПЗ   | Омеро Тоньйон        | 3 березня 1924 (вік 26 років)   |        | Мілан          |
| - | ЗХ   | Освальдо Фатторі     | 22 червня 1922 (вік 28 років)   |        | Інтернаціонале |
| - | ЗХ   | Дзеффіро Фур'яссі    | 19 січня 1923 (вік 27 років)    |        | Лаціо          |

### Парагвай
Головний тренер: Мануель Флейтас Соліч
| № | Поз. | Гравець              | Дата народження (вік)          | Матчів | Клуб                   |
| - | ---- | -------------------- | ------------------------------ | ------ | ---------------------- |
| - | НП   | Енріке Авалос        | 1922                           |        | Серро Портеньйо        |
| - | НП   | Марсіаль Авалос      |                                |        | Серро Портеньйо        |
| - | ПЗ   | Меланіо Баес         |                                |        | Насьйональ (Асунсьйон) |
| - | НП   | Анхель Берні         | 9 січня 1931 (вік 19 років)    |        | Спортіво Лукеньйо      |
| - | ВР   | Марселіно Варгас     | 1921                           |        | Лібертад               |
| - | ЗХ   | Мануель Гавілан      | 1921                           |        | Лібертад               |
| - | ЗХ   | Альберто Гонсалес    | 1922                           |        | Олімпія (Асунсьйон)    |
| - | ПЗ   | Армандо Гонсалес     |                                |        | Гуарані (Асунсьйон)    |
| - | ЗХ   | Антоніо Кабрера      |                                |        | Лібертад               |
| - | НП   | Лоренсо Калонга      |                                |        | Гуарані (Асунсьйон)    |
| - | ПЗ   | Кастор Кантеро       | 12 січня 1918 (вік 32 роки)    |        | Олімпія (Асунсьйон)    |
| - | НП   | Хуан Каньєте         | 27 липня 1929 (вік 20 років)   |        | Президент Хейс         |
| - | ПЗ   | Вікторьяно Легісамон | 1923                           |        | Олімпія (Асунсьйон)    |
| - | НП   | Атіліо Лопес         | 5 лютого 1923 (вік 27 років)   |        | Олімпія (Асунсьйон)    |
| - | НП   | Сесар Лопес          | 21 березня 1923 (вік 27 років) |        | Олімпія (Асунсьйон)    |
| - | НП   | Іларьйон Осоріо      |                                |        | Спортіво Лукеньйо      |
| - | ЗХ   | Еліоро Паредес       | 19 червня 1921 (вік 29 років)  |        | Спортіво Лукеньйо      |
| - | НП   | Даріо Яра Сагієр     | 11 вересня 1926 (вік 23 роки)  |        | Серро Портеньйо        |
| - | ВР   | Пабло Сентуріон      |                                |        | Серро Портеньйо        |
| - | ЗХ   | Касьяно Сеспедес     | 1924                           |        | Олімпія (Асунсьйон)    |
| - | НП   | Франсіско Соса       | 1918                           |        | Серро Портеньйо        |
| - | НП   | Леонхіно Унсаїн      | 1925                           |        | Олімпія (Асунсьйон)    |

## Група 4

### Уругвай
Головний тренер: Хуан Лопес
| № | Поз. | Гравець                 | Дата народження (вік)            | Матчів | Клуб                     |
| - | ---- | ----------------------- | -------------------------------- | ------ | ------------------------ |
| - | НП   | Хуліо Сесар Брітос      | 18 травня 1926 (вік 24 роки)     |        | Пеньяроль                |
| - | НП   | Хуан Бургеньйо          | 4 лютого 1923 (вік 27 років)     |        | Данубіо                  |
| - | ПЗ   | Обдуліо Варела          | 20 вересня 1917 (вік 32 роки)    |        | Пеньяроль                |
| - | НП   | Ернесто Відаль          | 15 листопада 1921 (вік 28 років) |        | Пеньяроль                |
| - | ЗХ   | Ектор Вільчес           | 14 лютого 1926 (вік 24 роки)     |        | Серро                    |
| - | ЗХ   | Шуберт Гамбетта         | 14 квітня 1920 (вік 30 років)    |        | Насьйональ (Монтевідео)  |
| - | НП   | Альсідес Гіджа          | 22 грудня 1926 (вік 23 роки)     |        | Пеньяроль                |
| - | ЗХ   | Матіас Гонсалес         | 6 серпня 1925 (вік 24 роки)      |        | Серро                    |
| - | ЗХ   | Хуан Карлос Гонсалес    | 22 серпня 1924 (вік 25 років)    |        | Пеньяроль                |
| - | ЗХ   | Вільям Мартінес         | 13 січня 1928 (вік 22 роки)      |        | Рампла Хуніорс           |
| - | ВР   | Роке Масполі            | 12 жовтня 1917 (вік 32 роки)     |        | Пеньяроль                |
| - | НП   | Оскар Мігес             | 5 грудня 1927 (вік 22 роки)      |        | Пеньяроль                |
| - | НП   | Рубен Моран             | 6 серпня 1930 (вік 19 років)     |        | Серро                    |
| - | ПЗ   | Вашингтон Ортуньйо      | 13 травня 1928 (вік 22 роки)     |        | Пеньяроль                |
| - | ВР   | Анібаль Пас             | 18 лютого 1918 (вік 32 роки)     |        | Насьйональ (Монтевідео)  |
| - | НП   | Хуліо Перес             | 19 червня 1926 (вік 24 роки)     |        | Рівер Плейт (Монтевідео) |
| - | ПЗ   | Родольфо Піні           | 12 листопада 1926 (вік 23 роки)  |        | Насьйональ (Монтевідео)  |
| - | НП   | Луїс Ріхо               | 28 вересня 1927 (вік 22 роки)    |        | Сентраль Еспаньйол       |
| - | ПЗ   | Віктор Родрігес Андраде | 2 травня 1927 (вік 23 роки)      |        | Сентраль Еспаньйол       |
| - | НП   | Карлос Ромеро           | 7 вересня 1927 (вік 22 роки)     |        | Данубіо                  |
| - | НП   | Хуан-Альберто Скьяффіно | 28 липня 1925 (вік 24 роки)      |        | Пеньяроль                |
| - | ЗХ   | Еусебіо Техера          | 6 січня 1922 (вік 28 років)      |        | Насьйональ (Монтевідео)  |

### Болівія
Головний тренер: Маріо Претто
| № | Поз. | Гравець             | Дата народження (вік)            | Матчів | Клуб                 |
| - | ---- | ------------------- | -------------------------------- | ------ | -------------------- |
| - | ЗХ   | Альберто де Ача     | 3 квітня 1920 (вік 30 років)     |        | Зе Стронгест         |
| - | НП   | Віктор Альгараньяс  | 6 квітня 1926 (вік 24 роки)      |        | Літораль             |
| - | ПЗ   | Альберто Апарісіо   | 11 листопада 1923 (вік 26 років) |        | Ферровіаріо (Ла-Пас) |
| - | ПЗ   | Дуберті Араос       | 21 грудня 1920 (вік 29 років)    |        | Літораль             |
| - | ВР   | Вісенте Аррая       | 25 січня 1922 (вік 28 років)     |        | Ферровіаріо (Ла-Пас) |
| - | ПЗ   | Хуан Аррісіо        | 11 грудня 1923 (вік 26 років)    |        | Аякучо (Ла-Пас)      |
| - | НП   | Віктор Браун        | 7 березня 1927 (вік 23 роки)     |        | Літораль             |
| - | ЗХ   | Хосе Бустаманте     | 5 березня 1922 (вік 28 років)    |        | Літораль             |
| - | ПЗ   | Рене Кабрера        | 21 жовтня 1925 (вік 24 роки)     |        | Хорхе Вільстерман    |
| - | НП   | Роберто Каппареллі  | 18 листопада 1921 (вік 28 років) |        | Зе Стронгест         |
| - | ПЗ   | Леонардо Феррель    | 7 липня 1923 (вік 26 років)      |        | Зе Стронгест         |
| - | НП   | Бенедікто Годой     | 28 липня 1924 (вік 25 років)     |        | Ферровіаріо (Ла-Пас) |
| - | ЗХ   | Антоніо Греко       | 17 вересня 1923 (вік 26 років)   |        | Літораль             |
| - | НП   | Хуан Герра          | 13 квітня 1927 (вік 23 роки)     |        | Ферровіаріо (Ла-Пас) |
| - | НП   | Беніньйо Гутьєррес  | 1 вересня 1925 (вік 24 роки)     |        | Літораль             |
| - | ВР   | Едуардо Гутьєррес   | 2 вересня 1922 (вік 27 років)    |        | Інгаві               |
| - | НП   | Бенхамін Мальдонадо | 4 січня 1928 (вік 22 роки)       |        | Депортіво Сан-Хосе   |
| - | НП   | Маріо Мена          | 28 липня 1928 (вік 21 рік)       |        | Болівар              |
| - | ПЗ   | Умберто Сааведра    | 3 серпня 1923 (вік 26 років)     |        | Зе Стронгест         |
| - | ПЗ   | Еулохіо Сандоваль   | 22 липня 1922 (вік 27 років)     |        | Літораль             |
| - | НП   | Віктор Угарте       | 5 травня 1926 (вік 24 роки)      |        | Болівар              |
| - | ПЗ   | Антоніо Валенсія    | 10 травня 1925 (вік 25 років)    |        | Болівар              |